# Sorlada
Sorlada es una villa y un municipio de la Comunidad Foral de Navarra, situado en la Merindad de Estella, en el valle de Berrueza y a 64 km de la capital de la comunidad, Pamplona.

## Toponimia
Nombres antiguos documentados de esta población son:
- Surslata (1084,1121).
- Çurlata (1121)
- Surruslada (1145,1324)
- Suruslada (1145, 1327, 1350, 1366)
- Surlada,Surslada (1177, 1345, 1257, 1358, 1532, 1591)
- Surslade (1177)
- Sarruslada (1268).

Para el investigador Mikel Belasko, es un «nombre de aspecto románico sobre el que existen varias teorías» que tratan de explicar su origen etimológico, aunque su significado, en todos los casos, es dudoso. Fidel Fita derivaba el topónimo de un hipotético nombre original Suru-Stalata y lo relacionaba con la existencia antaño de un templo pagano dedicado a una diosa local llamada Stelatese o Stelatisa que se ubicaría en el risco de Piñalba que domina Sorlada, donde actualmente se ubica la Basílica San Gregorio Ostiense de Sorlada. Se encontraron dos estelas votivas dedicadas a esta diosa en la cercana localidad de Barbarin a unos 10 km de Sorlada. Julio Caro Baroja por otro lado consideraba que el topónimo podía tener su origen en la lengua vasca, que se habló antaño en la Berrueza y proponía un topónimo formado por soro (campo) y eslata (vallado de madera). Otros filólogos, como Luis Michelena, han constatado el parecido del topónimo con el de Burlada, habiendo seguido ambos topónimos una evolución similar, aunque no parece que el origen etimológico sea el mismo.

## Símbolos
Forma un arco de medio punto invertido y campo sin particiones. Con tres esmaltes: trae de color gules (rojo) para el fondo y de metal oro aventanado de azur (azul) un castillo mamposteado con tres torres.

## Geografía
La localidad de Sorlada está situada en la parte occidental de la Comunidad Foral de Navarra dentro de la región geográfica de la Zona Media de Navarra o Navarra Media y la comarca geográfica de Tierra Estella, en el valle de La Berrueza.
Su término municipal tiene una superficie de 6,41 km² y se encuentra a una altitud de 573 m s.n.m. Limita al norte con los municipios Mendaza y Piedramillera, al este con el de Etayo, al sur con el de Los Arcos y al oeste con el de Mues.
| Noroeste: Mendaza | Norte: Piedramillera | Nordeste: Piedramillera |
| Oeste: Mendaza    |                      | Este: Piedramillera     |
| Suroeste: Mues    | Sur: Mues            | Sureste: Los Arcos      |

### Orografía
Montes: La Virgen de la Guarda(729m), Peña del Gato(685m), Piñalba(698m), Monte de la Peña(702m).
Parajes:Trespiedras, Trecerreales, Remojapan, Peñalta, Mulateros, Peñaconejera, Peñalarga, Las Mimbres, Las Negrillas, Las Paulejas, Las Suertes de San Gregorio, Malhombro, Los Pedrones, Malrincón, Las Escalerillas, Las Lombas, Cambelgas.

### Geología
Entre la población de Los Arcos (Navarra) y el valle del río Ega al N, discurre la Sierra de Cábrega con dirección W-E y unos 15 km de recorrido entre Orillano (W) y Urbiola (E). Los crestones areniscosos que configuran la sierra pertenecen a la Formación Areniscas de Mués. Se trata de grandes barras de areniscas y limolitas del Rupeliense (Oligoceno) de colores ocre, rojo-vinoso y gris que presentan estratificación cruzada de gran escala y paleocanales de base erosiva entre los que se intercalan limolitas y arcillas con gran abundancia de restos vegetales carbonizados e impregnados de calcosina y carbonatos de cobre. Se trata de depósitos claramente fluviales de carácter meandriforme sobre llanuras de inundación representadas estas últimas por los términos más finos (limolitas y arcillas).
Mina Emilia: Los depósitos de cobre más significativos se disponen en la mitad occidental de La Sierra, entre Otiñano y Sorlada. La mina Emilia se encuentra a poco más de 1 km al SE de Sorlada, bajo la ermita de la Virgen de la Guarda, y se accede a ella mediante una pista que parte de la carretera de subida a la Basílica de San Gregorio y, tras un recorrido asfaltado de 300 m y otros 900 m por camino de tierra, nos coloca en el paraje de Los Pedregones al pie de la escombrera inferior de la mina. La mina Emilia abre sus bocaminas en tres galerías superpuestas, precisamente en las intercalaciones limolíticas existentes entre las dos barras areniscosas más prominentes. Su explotación finalizó en 1908.
Los ciclópeos: Monolitos de piedra llamados así por su semejanza a enormes gigantes.

### Hidrografía
Acequias: de Malrincón, de Cambelgas, de Otijuento, de Trespiedras, de las Cañadas, del Prado, del Cardeñal.
Estanques: Estanque de Las Balsas.
Arroyo: Río de las Lombas.

### Clima
Subgrupo Csb (Köppen), templado de veranos secos y frescos. Es un clima mediterráneo en cuanto a las precipitaciones, pero con temperaturas más bajas. Aparece como transición entre el Cfb y Csa, y también en las mismas zonas que el Csa, debido a la altitud. Este clima se da en el suroeste: Sierra de Codés, alrededores de Estella, al sur de la cuenca de Pamplona y en la Sierra de Ujué.
La temporada templada dura 3,0 meses, del 13 de junio al 14 de septiembre, y la temperatura máxima promedio diaria es más de 24 °C. El mes más cálido del año en Sorlada es agosto, con una temperatura máxima promedio de 27 °C y mínima de 14 °C.
La temporada fresca dura 3,6 meses, del 15 de noviembre al 3 de marzo, y la temperatura máxima promedio diaria es menos de 12 °C. El mes más frío del año en Sorlada es enero, con una temperatura mínima promedio de 1 °C y máxima de 8 °C.

### Flora y fauna
La vegetación natural del subgrupo Csb (Köppen) es el bosque de tipo submediterráneo: quejigales y carrascales o encinares (Quercus faginea y Quercus rotundifolia). Bosques de frondosas y coníferas autóctonas. Pinares de pino salgareño y carrasco.
Con una fauna abundante destaca el tritón y los sapillos, y por su diversidad los mamíferos y aves. Entre la gran variedad de mamíferos: ardilla común, ciervo, corzo, erizo común, zorro, jabalí, varias especies de murciélagos y de musarañas, turón, ratón de campo y ratón moruno, tejón común, topillos y topos. Entre las aves observadas están: abubilla, petirrojo, autillo europeo, avión común, collalba, cuco, estornino negro, aguilucho cenizo, aguíla culebrera, golondrina, jilgueros, lavanderas y el milano negro.

### Agricultura
La superficie agrícola utilizada (SAU) (hectáreas) de cultivos leñosos en este municipio es de 6,13Ha., distribuido en 9 explotaciones que supone el 1,38 % de la agricultura del municipio.
El cultivo predominante según la superficie agrícola utilizada (SAU) (ha) en este municipio es: Tierra arable. SAU (ha) total del territorio: 444,72Ha, en un total de 15 explotaciones.
La superficie agrícola utilizada (SAU) (ha) de tierras para pastos permanentes en este municipio es de 87,83Ha. En 1 sola explotación que constituye el 19,75 % del municipio.

### Ganadería
El ganado predominante es porcino, lo que constituye 98,93 % de la ganadería predominante.

## Demografía
Su población en 2023 fue de 48 habitantes censados (INE).
 

El gentilicio con que se conoce a sus habitantes es sorladana-o y en euskera: sorladar.
| Gráfica de evolución demográfica de Sorlada entre 1842 y 2021                                                       |
| |
| Población de derecho según los censos de población del INE Población de hecho según los censos de población del INE |

| Nacionalidad | Hombres | Mujeres | Total | %     | Proporción |
| ------------ | ------- | ------- | ----- | ----- | ---------- |
| Española     | 19      | 14      | 33    | 73.3% |            |
| Extranjera   | 5       | 7       | 12    | 26.6% |            |

## Administración y política
En las elecciones municipales de 2023, Agrupación Independiente de Sorlada (AISG) es el partido político más votado al obtener 20 votos de los 20 contabilizados, con una abstención del 75,51%.
| Alcalde                             | Periódo   | Partido             |
| Pascual Francisco Alvarez de Eulate | 1979-1983 | IND                 |
| José Luis Irisarri Maeztu           | 1983-1987 | C. Gest             |
| Ernesto Lana Aranguren              | 1987-1991 | IND                 |
| Ernesto Lana Aranguren              | 1991-1995 | IND                 |
| Ernesto Lana Aranguren              | 1995-1999 | IND                 |
| Ernesto Lana Aranguren              | 1999-2003 | IND                 |
| Ernesto Lana Aranguren              | 2003-2007 | IND                 |
| Joaquin Lana Markinez               | 2007-2011 | San Gregorio (AISG) |
| Joaquin Lana Markinez (AISG)        | 2011-2015 | San Gregorio (AISG) |
| Joaquin Lana Markinez (AISG)        | 2015-2019 |                     |
| Jose Luis Irisarri Maeztu (AILM)    | 2019-2023 | IND                 |
| Joaquin Lana Markinez               | Jardunean | AISG                |

### Casa consistorial
Está situada junto a la iglesia. La última reforma se llevó a cabo en el año 1984. Consta de una planta. Sus muros exteriores están enfoscados y pintados. El edificio incluye, además, salas para sociedad, bar, y consultorio médico.

### Comunicaciones
Carretera local que enlaza con la comarcal NA-129 Acedo-Lodosa, entre Mués y Acedo. En punto de la NA-129 se toma la carretera NA-7410.
Distancia a otras poblaciones por carretera:
- Mues (4 km)
- Piedramillera (3,1 km)
- Mendaza (4,9 km)
- Estella (20,8 km)
- Logroño (37,1 km)
- Vitoria (56,1 km)
- Pamplona (71 km)

## Cultura

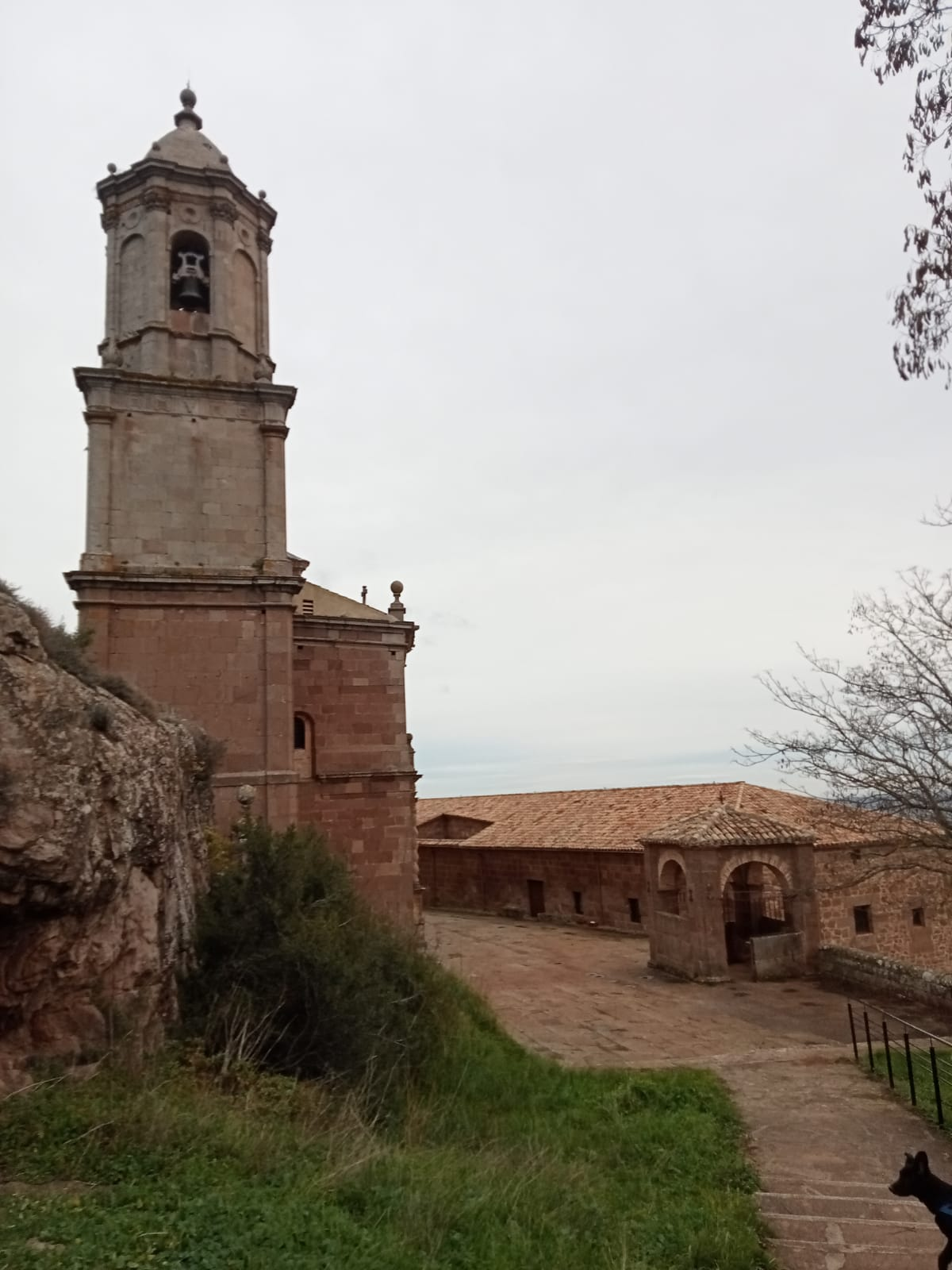
Basílica de San Gregorio Ostiense

### Basílica de San Gregorio Ostiense
San Gregorio Ostiense, que fue Cardenal y Obispo de Ostia, murió en Logroño el 9 de mayo de 1044 donde se encontraba predicando enviado por el Papa Juan XVIII. Tras su muerte, cuenta la leyenda que su cuerpo fue transportado milagrosamente por una burra hasta en el alto de Piñalba, en el término de Sorlada, localidad navarra situada en la frontera con Álava y La Rioja, lugar donde debía ser enterrado y donde se le debía dedicar una iglesia.
Los orígenes del santuario nos llevan hasta el siglo XI, donde había una ermita dedicada a San Salvador. Ya en el siglo XIII parece edificarse una iglesia nueva, de la cual todavía se conservan algunos pequeños restos en el muro del evangelio. Tras los destrozos producidos en tiempos de la conquista de Navarra por Castilla a comienzos del siglo XVI, se levantan nuevas edificaciones y se renueva el ajuar. Y es entre finales del siglo XVII y buena parte del XVIII (de 1694 a 1771), cuando se levantan los edificios actuales en los estilos propios del momento, el barroco y el rococó.
El edificio de la basílica está construido en piedra de sillería con planta de cruz latina con nave de cuatro tramos y crucero trebolado, con brazos y ábside semicirculares al interior y poligonales al exterior. El interior de la basílica constituye uno de los espacios más teatrales del barroco navarro, centrado en el crucero, cuya disposición espacial crea un ambiente escenográfico de gran impacto. Fue considerada en 2008 por votación popular una de las 10 Maravillas de Navarra. Este santuario fue entre el siglo XVI y el XVIII el centro socio religioso más importante de Navarra, así como uno de los más activos de toda España gracias a la protección que el Santo desplegaba sobre los campos y las cosechas, en una sociedad eminentemente rural. Eran numerosos los devotos de toda España que mandaban emisarios a Sorlada para recoger el agua bendita con la que regar los campos y librarlos así de las plagas. E igualmente fueron cuantiosas las solicitudes para que el arca con las reliquias del Santo, así como su busto relicario, recorriesen diferentes lugares de España.

#### Hospedería y humilladero
Frente a la portada principal de la basílica se levanta el edificio de la Hospedería, una construcción de formato rectangular que presenta cuatro fachadas, todas ellas de diferente altura debido al desnivel del terreno. Fue construido a lo largo de la primera mitad del siglo XVIII, como atestigua la contratación de diversas obras en 1728 con el cantero Nicolás del Castillo y el albañil Antonio Catalán. Al oeste de la plaza situada delante de la basílica se alza un pequeño humilladero en forma de templete de planta cuadrada.

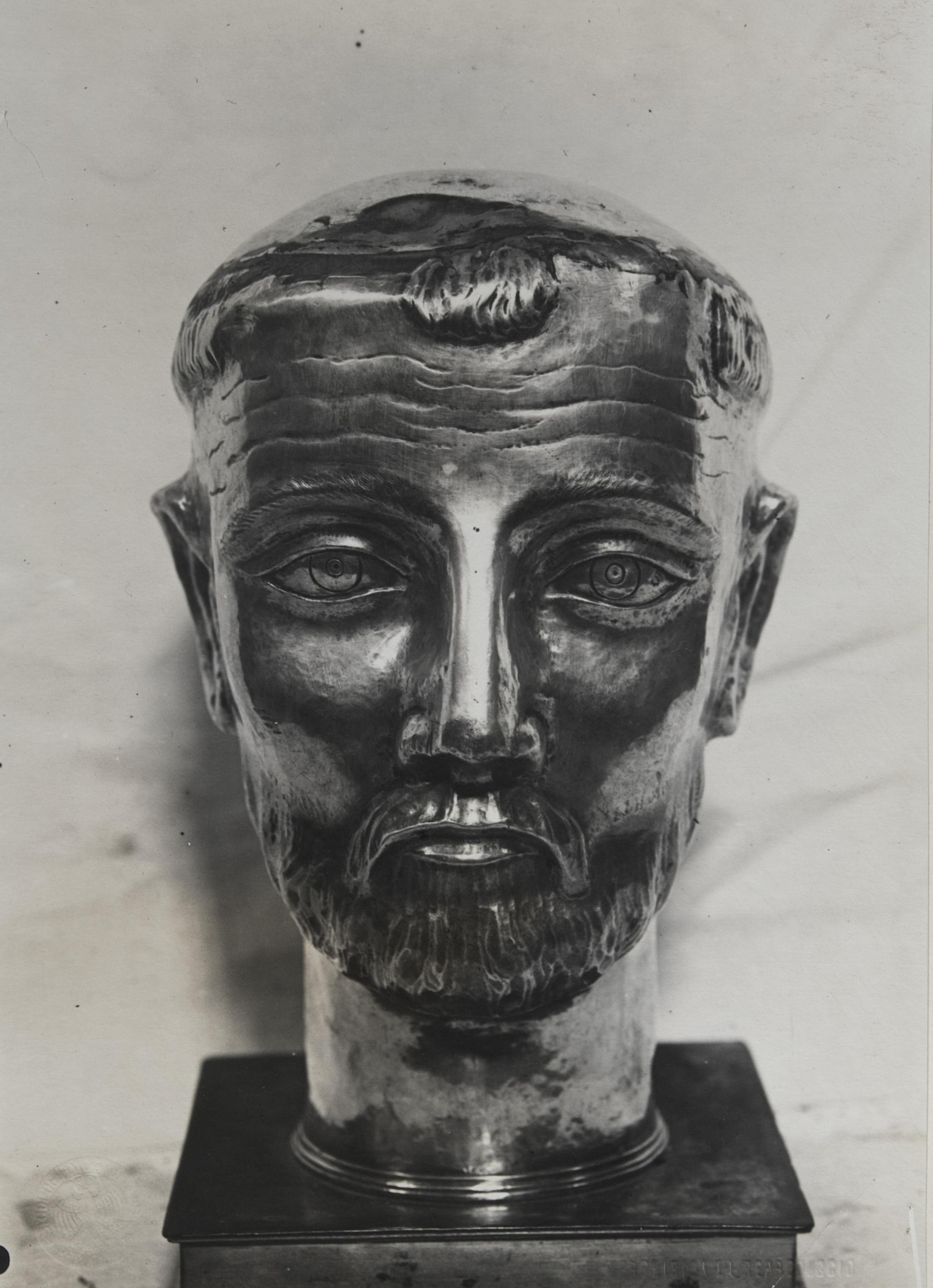
Cabeza de San Gregorio

#### Relicario de la cabeza de San Gregorio
El relicario de la cabeza de San Gregorio Ostiense responde al modelo de relicario antropomorfo, en forma de busto. Fue labrado por el platero de Estella José Ventura entre 1727 y 1728, trabajo por el que se le pagaron 1081 reales en 1729. Entre las reliquias que se conservan en su interior hay que citar un hueso de la mandíbula, una costilla y parte del espinazo, que, procedentes de la arqueta, se colocaron en 1773 por don Joaquín de Larrainzar, presbítero y prior de la basílica de Nuestra Señora del Puy en Estella.
La cabeza del santo se convirtió en ocasiones en una reliquia móvil. Se conocen algunas salidas a lo largo de los siglos XVI, XVII y XVIII a diversos lugares de Navarra y a todos los reinos hispánicos, incluido Portugal. Pero el viaje más largo y fructífero tuvo lugar en los años 1755-1756, cuando a lo largo de 130 días y con un recorrido de alrededor de 2500 kilómetros, la cabeza recorrió todos los reinos de España asolados por una plaga de langosta por disposición de Fernando VI. El viaje se hizo con carruaje pagado por la Real Hacienda. La reliquia iba acompañada por tres cofrades eclesiásticos y un seglar. La recaudación obtenida, 2770 pesos, se destinó a costear el crucero de la basílica (1758). Fruto de tan largo viaje parece provenir el dicho popular “Viajas más que la cabeza de San Gregorio”, todavía de uso frecuente en el habla popular de Tierra Estella.
Su eficacia no solo era contra las plagas que hacían estragos en la agricultura tradicional, también lo era para el dolor de oídos y la sordera, así como su rol de casamentero a nivel local.

#### Arqueta de San Gregorio
Las primeras noticias de la ejecución de esta obra datan del 7 de noviembre de 1601, cuando en su visita pastoral a Sorlada, el Obispo de Pamplona, Fray Mateo de Burgos, ordenó, por medio de un mandato de visita, la ejecución de una arqueta para contener los restos de San Gregorio.

### Iglesia de Santa Cecilia

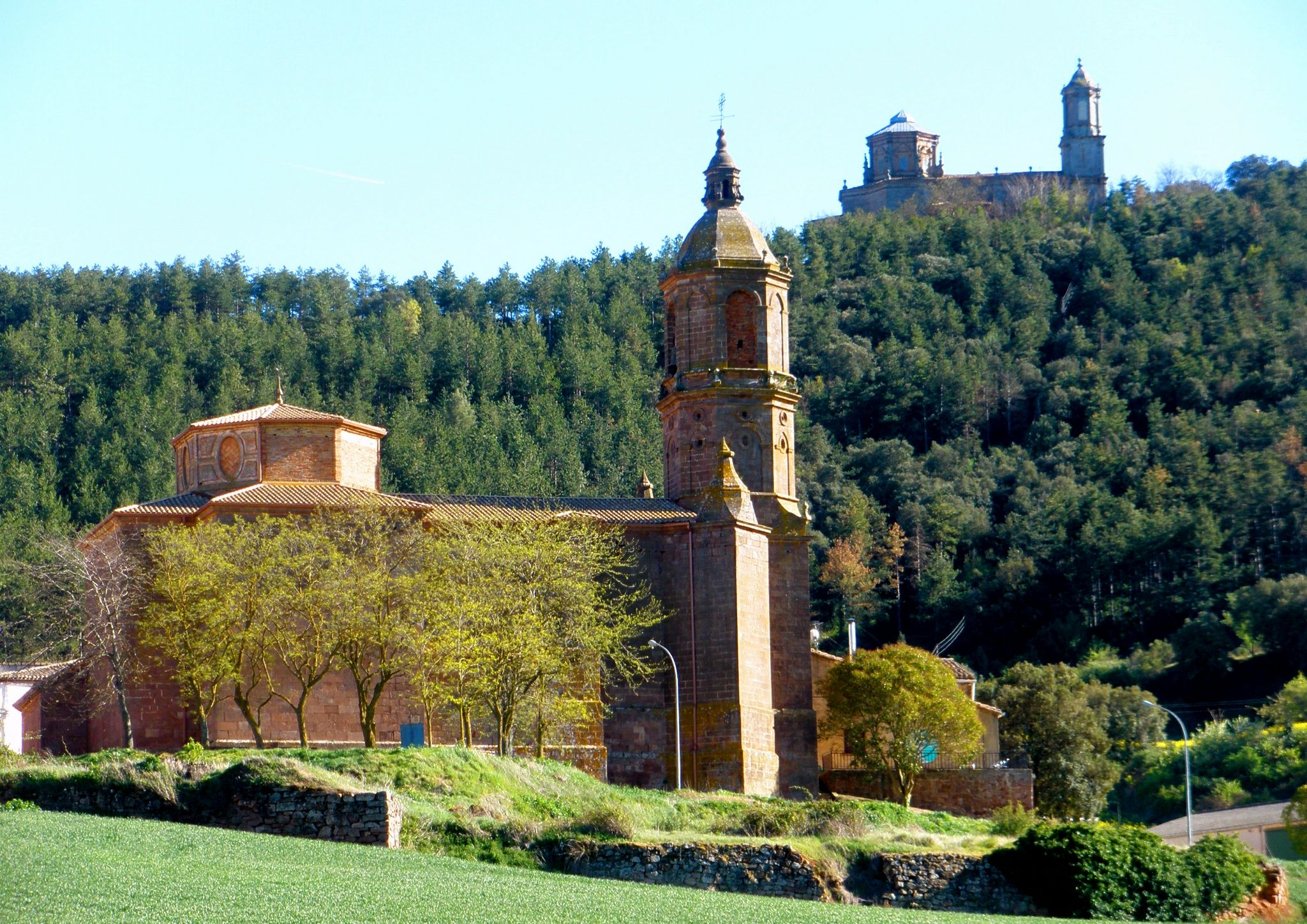
Iglesia de Santa Cecilia y Basílica de San Gregorio Ostiense al fondo.

En el extremo de la población se localiza la parroquia de Santa Cecilia, edificio de origen medieval, confirmado por la existencia de una pila bautismal de esta época, aunque la actual fábrica de planta de cruz latina obedece a las obras llevadas a cabo en los siglos XVI y XVIII.Esta última ampliación junto con la sacristía fue realizada por José de Garay.
El interior de esta iglesia lo preside un retablo mayor, fechable hacia 1570-1580 dentro de un romanismo temprano, que se considera obra del estellés Pedro de Troas.

### Ermita de Nuestra Señora de la Guarda
En lo alto de un monte, la Ermita de Nuestra Señora de la Guarda tiene planta rectangular y cubierta plana. Posee un retablo rococó que alberga una imagen de candelero en la hornacina central.Emplazada en un monte vecino al de San Gregorio, también es una construcción moderna, si bien posee un retablo barroco con la imagen de candelero de la titular del siglo XVIII.

### Ermita del Calvario
En el término de Sorlada se conserva también la antigua ermita del Calvario, aunque reconstruida recientemente. Cobija un Crucificado romanista de comienzos del siglo XVII.

### Escudos de Armas
Hay en Sorlada 7 escudos de armas catalogados como esculturas monumentales, seis de ellos en casas particulares de los que solo uno tiene como denominación principal una familia.
El escudo de armas situado en la basílica de San Gregorio Ostiense es de piedra labrada de principios del s. XVIII, de estilo barroco. Es un escudo con mascarón inferior, orlado con follaje perlado y querubín por timbre. En su campo las insignias episcopales y cardenalicias de San Gregorio: mitra sobre libro surmontado por capelo y entre seis borlas pendientes a cada lado.
Escudos de armas en la calle Mayor: en el número 3 hay un escudo de piedra labrada del siglo XIX de estilo neoclásico. Ovalado con guirnaldas de laurel colgantes y yelmo por timbre entre banderas. Su campo orlado por 16 estrellas de seis puntas contiene cinco bandas terciadas. En la misma calle en los números 7-9, el escudo es de finales del s. XVIII de estilo rococó, con mascarón inferior y yelmo por timbre entre flores. En su campo creciente surmontada por cinco roeles. En el número 15 esta el Escudo de armas de Asensio, escudo entre cortinas y cadenas, y yelmo por timbre. En su campo, banda terciada. Abajo, inscripción: ARMAS DE LOS ASENSIOS. Este data de la segunda mitad del s. XVIII, rococó y labrado en alabastro, pero se encuentra algo quebrado.
En la calle Oriente, en el número 12 hay dos escudos del SXVIII labrados en piedra. Uno de estos escudos de estilo rococó, esta encuadrado en marco mixtilíneo de volutas con motivos vegetales, florales y venera por timbre. Su campo es cuartelado: primero y tercero: dos ondas terciadas; segundo, cruz flordelisada; tercero, dos calderos. Bajo el escudo, tres roeles con cruces y tres escudetes: el central, cruz; los laterales cruz latina patada en su parte inferior con serpientes. El otro escudo con dos llaves cruzadas unidas por cuerda y panela central.
En la calle Santa Cecilia el escudo de armas es de finales del s. XVIII de estilo rococó y labrado en piedra en este hay un querubín inferior y yelmo por timbre. En su campo, creciente surmontada por cinco roeles.

### Estela
Estela ubicada en un corral fue labrada en arenisca fina, tiene unas dimensiones de 85 cm de altura y 41 de anchura. Data del SXVII y se describe como estela discoide con pie, muy esbelto, que se va estrechando poco a poco hacia su base plana. Se cuenta que fue levantada en memoria de un pastor al que mató un carnero en ese lugar.

### Palacio de Sorlada

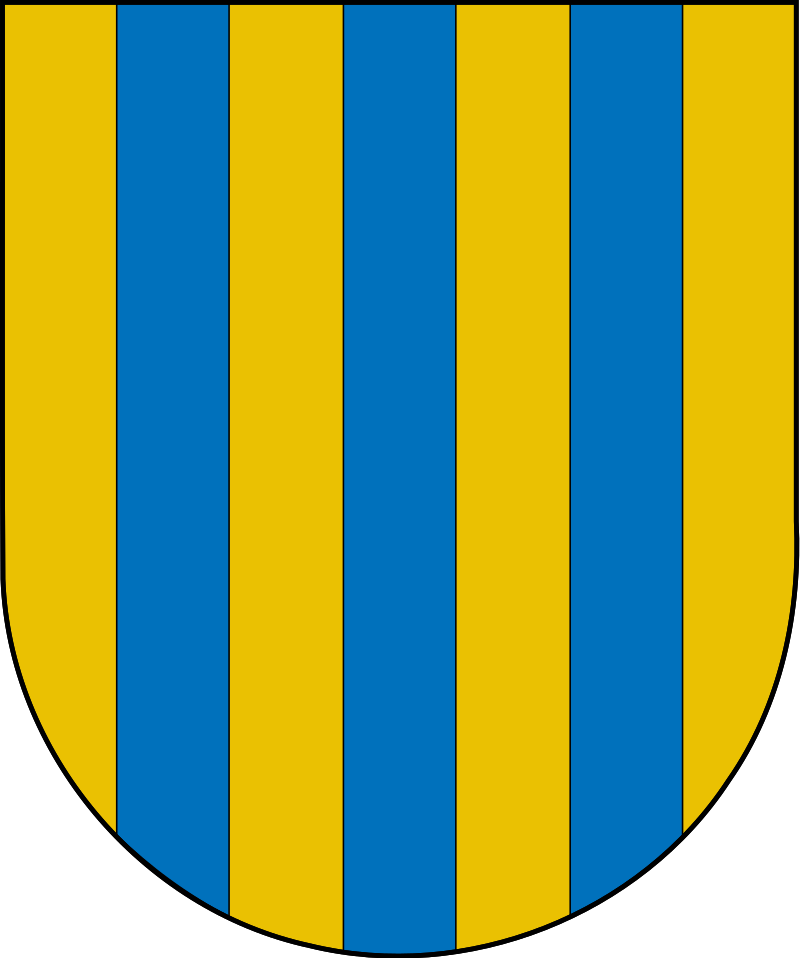
Escudo del palacio de Sorlada

No figura como de cabo de armería en la nómina oficial del Reino, ni en la relación de la Cámara de Comptos de 1723. Sin embargo, consta que el año 1665 se otorgó una real merced de cabo de armería con asiento en cortes a favor de Juan Francisco de Subiza, caballero de la Orden de Santiago y secretario del Consejo de Castilla. En 1766 se mandó despachar rebate a Francisca Javiera de Subiza y Tajonar, dueña del palacio y residente a la sazón en México. El año 1808 solicitó nuevamente rebate de cuarteles José de Orio y Subiza.
Según el Libro de Armería, el primitivo palacio de Sorlada tenía por armas tres palos de azur en campo de oro. Eran éstas las del antiguo y noble linaje de Almoravid, uno de los doce de ricoshombres de Navarra. Fortún Almoravid vendió el señorío del lugar en 1299.

### Fiestas y tradiciones
Fiestas patronales: segundo fin de semana de mayo.
Fiestas "txikis": último fin de semana de agosto.